# NRN1
NRN1‏ (Neuritin 1) هوَ بروتين يُشَفر بواسطة جين NRN1 في الإنسان.